# РЕНАМО

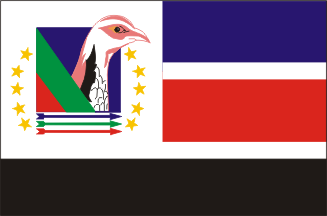
Емблема РЕНАМО

Мозамбіцький національний опір (порт. Resistência Nacional Moçambicana, РЕНАМО) — політична партія Мозамбіку, друга за величиною в країні. Дотримується консервативних та антикомуністичних позицій. Голова партії — Афонсу Длакама (порт. Afonso Dhlakama).
Член Центристського демократичного інтернаціоналу та Світової антикомуністичної ліги.